# 宮崎翔太 (実業家)

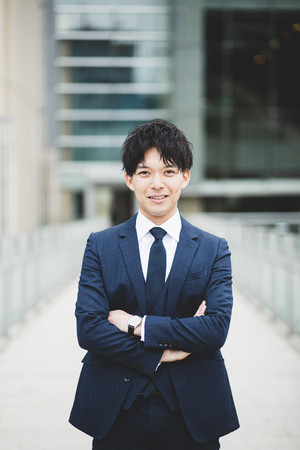
アライアンスクラウド宮崎翔太

宮崎 翔太（みやざき しょうた、1994年2月10日 - ）は、日本の実業家。
営業活動のDX化を推進する株式会社アライアンスクラウド代表取締役CEO。東京都生まれ。

## 経歴
- 2016年 明治大学を卒業後、日清食品株式会社入社。
- 2018年 株式会社サイバーエージェント入社。
- 2020年 株式会社アライアンスクラウドを創業。
- 2021年 東証一部ベクトル社等から約8,000万円を調達し、決裁者アポ獲得支援SaaS「アポレル」をリリース[1]。